# 広島県道・岡山県道104号坂瀬川芳井線
広島県道・岡山県道104号坂瀬川芳井線（ひろしまけんどう・おかやまけんどう104ごう さかせがわよしいせん）は、広島県神石郡神石高原町から岡山県井原市に至る一般県道である。

## 概要
広島県神石郡神石高原町坂瀬川から岡山県井原市芳井町川相に至る。

### 路線データ
- 起点：広島県神石郡神石高原町坂瀬川（国道182号交点）
- 終点：岡山県井原市芳井町川相（岡山県道・広島県道9号芳井油木線交点）
- 実延長：14.1 km
- 異常気象時通行規制区間：神石郡神石高原町坂瀬川 - 福山市山野町大字山野

## 歴史
- 1941年（昭和16年）- 前身となる山野小畠線が県道に昇格される。
- 1960年（昭和35年）10月10日 - 岡山県告示第916号および広島県告示第682号により認定される。
- 1972年（昭和47年）頃 - 現行の県道番号に変更される[注釈 1]。
- 2004年（平成16年）11月5日 - 広島県神石郡の全町村が対等合併して神石郡神石高原町が成立したことに伴って起点の地名表記が変更される（神石郡三和町坂瀬川→神石郡神石高原町坂瀬川）。
- 2005年（平成17年）3月1日 - 岡山県後月郡芳井町が井原市に編入されたことに伴って終点の地名表記が変更される（後月郡芳井町川相→井原市芳井町川相）。

## 路線状況
全般的に道が狭い。特に広島県神石郡神石高原町坂瀬川 - 福山市山野町大字山野（広島県道21号加茂油木線交点）間は大型車の通行は困難である。

### 重複区間
- 広島県道418号井関加茂線（広島県福山市山野町大字矢川 - 福山市山野町大字山野）
- 広島県道21号加茂油木線（広島県福山市山野町大字山野）

### 道路施設

#### 橋梁
- 広島県
  - 新西田橋（小田川、福山市山野町大字山野）

### 並行する旧街道
- 石州街道（石見銀山 - 上下宿 - 七日市宿ルート）

## 地理

### 通過する自治体
- 広島県
  - 神石郡神石高原町 - 福山市
- 岡山県
  - 井原市

### 交差する道路
| 交差する道路                         | 都道府県名 | 市町村名 | 市町村名   | 交差する場所   | 交差する場所 |
| ------------------------------------ | ---------- | -------- | ---------- | -------------- | ------------ |
| 国道182号 国道314号 重複             | 広島県     | 神石郡   | 神石高原町 | 坂瀬川         | 起点         |
| 広島県道418号井関加茂線 重複区間起点 | 広島県     | 福山市   | 福山市     | 山野町大字矢川 |              |
| 広島県道418号井関加茂線 重複区間終点 | 広島県     | 福山市   | 福山市     | 山野町大字山野 |              |
| 広島県道21号加茂油木線 重複区間起点  | 広島県     | 福山市   | 福山市     | 山野町大字山野 |              |
| 広島県道21号加茂油木線 重複区間終点  | 広島県     | 福山市   | 福山市     | 山野町大字山野 |              |
| 岡山県道・広島県道9号芳井油木線      | 岡山県     | 井原市   | 井原市     | 芳井町川相     | 終点         |

### 沿線
- 道の駅さんわ182ステーション
- 中国自然歩道
- 岩屋観音岩穴宮
- 福山市役所山野分所
- 山野温泉
- 山野峡・龍頭滝